# Колядное
Колядное  — один из видов натуральных повинностей в XVII — XVIII в.
Вероятно, возникло как праздничное подношение феодалу, но постепенно превратилась в обычную повинность. Ежегодно на Пасху и Рождество крепостные должны были относить к барскому двору определённое количество кур и яиц.